# Concerto à la mémoire d'un ange (nouvelles)
Pour l’article homonyme, voir Concerto à la mémoire d'un ange.
Concerto à la mémoire d'un ange est un recueil de nouvelles de l'écrivain français Éric-Emmanuel Schmitt, paru en 2010 aux éditions Albin Michel. Ce recueil reçoit le 4 mai 2010 le prix Goncourt de la nouvelle.

## Liste des nouvelles du recueil
- L'Empoisonneuse
- Le Retour
- Concerto à la mémoire d'un ange
- Un amour à l'Élysée

## Résumé
Le recueil compte quatre nouvelles qui traitent toutes du thème de la rédemption et du destin,. Les nouvelles sont liées entre elles par un fil rouge : sainte Rita, patronne des causes désespérées.
1. Une vieille femme raconte au tout jeune nouveau curé de son village qu'elle a empoisonné ses maris, crime dont elle avait été lavée, afin qu'il ne prête attention qu'à elle.
2. Un marin apprend par télégramme que sa fille est morte. Jusqu'à son arrivée au port, il se demande laquelle des quatre est-ce, laquelle il préfèrerait perdre...
3. Un musicien, Chris, jaloux et orgueilleux, doit choisir entre remporter un rallye ou sauver Axel, un pianiste meilleur que lui. Il choisit la victoire à la vie d'Axel et le laisse pour mort. Vingt ans plus tard, il a changé de vie, s'occupant de jeunes en difficulté et exerçant la kinésithérapie aquatique avec des personnes âgées...
4. La première dame de France s'ennuie, elle n'aime plus son mari...

## Éditions
Édition imprimée originale
- Éric-Emmanuel Schmitt, Concerto à la mémoire d'un ange, Paris, éd. Albin Michel, 3 mars 2010, 240 p., 140mm x 205mm (ISBN 978-2-226-19591-3 et 2-226-19591-2).

Édition imprimée au format de poche
- Éric-Emmanuel Schmitt, Concerto à la mémoire d'un ange, Paris, Librairie générale française, coll. « Le Livre de poche », 5 octobre 2011, 224 p., 18 cm (ISBN 978-2-253-16030-4).

Livre audio
- Éric-Emmanuel Schmitt, Concerto à la mémoire d'un ange, Paris, Audiolib, 21 avril 2010 (ISBN 978-2-35641-225-6, BNF 42193080, présentation en ligne). Texte intégral, suivi de la lecture, par l'auteur, de son Journal d'écriture (durée : 29 min environ) ; narrateur des nouvelles : Daniel Nicodème ; support : 1 disque compact audio MP3 ; durée totale : 4 h 55 min environ (dont 4 h 26 min environ pour les quatre nouvelles) ; référence éditeur : Audiolib 25 0261 5. Regroupe quatre nouvelles : L'Empoisonneuse, Le Retour, Concerto à la mémoire d'un ange et Un amour à l'Élysée.

## Distinction
Ce recueil de nouvelles reçoit le 4 mai 2010 le prix Goncourt de la nouvelle.